# نانسي ر. هويل
نانسي ر. هويل (بالإنجليزية: Nancy R. Howell)‏ هي أكاديمية أمريكية، ولدت في 23 يناير 1953.